# هولي سميث
هولي سميث (بالإنجليزية: Hollie Smith)‏ هي كاتبة غنائية ومغنية نيوزيلندية، ولدت في 17 نوفمبر 1982.

## وصلات خارجية
- هولي سميث على موقع IMDb (الإنجليزية)
- هولي سميث على موقع ميوزك برينز (الإنجليزية)
- هولي سميث على موقع أول ميوزيك (الإنجليزية)
- هولي سميث على موقع ديسكوغز (الإنجليزية)